# Bangladesh Premier League 2023/24 (Fußball)
Die Bangladesh Premier League 2023/24 war die 16. Saison der höchsten Spielklasse in Bangladesch. Es nahmen zehn Mannschaften am Spielbetrieb teil. Organisiert wurde die Liga von der Bangladesh Football Federation. Die Saison startete am 22. Dezember 2023 und endete am 9. Mai 2024. Titelverteidiger waren die Bashundhara Kings.

## Teilnehmende Mannschaften
| Mannschaft                  | Standort   | Stadion                          | Kapazität |
| --------------------------- | ---------- | -------------------------------- | --------- |
| Abahani Ltd. Dhaka          | Dhaka      | Sheikh Fazlul Haque Mani Stadium | 5.000     |
| Bangladesh Police FC        | Dhaka      | Rafiq Uddin Bhuiyan Stadium      | 25.000    |
| Bashundhara Kings           | Dhaka      | Bashundhara Kings Arena          | 14.000    |
| Chittagong Abahani Limited  | Chittagong | Munshiganj Stadium               | 10.000    |
| Mohammedan SC               | Dhaka      | Rafiq Uddin Bhuiyan Stadium      | 25.000    |
| Fortis FC                   | Rajshahi   | Muktijuddho Sriti Stadium        | 15.000    |
| Sheikh Jamal Dhanmondi Club | Dhaka      | Sheikh Fazlul Haque Mani Stadium | 5.000     |
| Brothers Union              | Dhaka      | Munshiganj Stadium               | 10.000    |
| Rahmatganj MFS              | Dhaka      | Munshiganj Stadium               | 10.000    |
| Sheikh Russel KC            | Dhaka      | Bashundhara Kings Arena          | 14.000    |

## Personal
Stand: Saisonbeginn 2023/24
| Mannschaft                  | Trainer                 | Mannschaftskapitän    |
| --------------------------- | ----------------------- | --------------------- |
| Abahani Ltd. Dhaka          | Andrés Cruciani         | Mohammad Ridoy        |
| Bangladesh Police FC        | Aristică Cioabă         | Isa Faysal            |
| Bashundhara Kings           | Óscar Bruzón            | Robinho               |
| Brothers Union              | Faisal Mahmud           | Otabek Valizhonov     |
| Chittagong Abahani Limited  | Mahbubul Haque Jewel    | Yeasin Khan           |
| Fortis FC                   | Masud Parvez Kaiser     | Mazharul Islam Sourav |
| Mohammedan SC               | Alfaz Ahmed             | Souleymane Diabate    |
| Rahmatganj MFS              | Humayun Kabir (Interim) | Dawda Ceesay          |
| Sheikh Jamal Dhanmondi Club | Marjan Sekulovski       | Atiqur Rahman Fahad   |
| Sheikh Russel KC            | Jugoslav Trenchovski    | Mitul Marma           |

## Ausländische Spieler
| Mannschaft                  | Spieler 1            | Spieler 2          | Spieler 3             | Spieler 4       | Spieler 5                                  | AFC Spieler                                          | Ehemalige Spieler                                                                   |
| --------------------------- | -------------------- | ------------------ | --------------------- | --------------- | ------------------------------------------ | ---------------------------------------------------- | ----------------------------------------------------------------------------------- |
| Abahani Ltd. Dhaka          | Bruninho             | Fernandes          | Washington Brandão    |                 | Cornelius Stewart                          | Milad Sheikh Soleimani Aaron Evans                   | Emeka Ogbugh                                                                        |
| Bangladesh Police FC        | Edward Morillo       | Mateo Palacios     | Leonel Enrique Tejada |                 |                                            | Javokhir Sokhibov Abdullaev Azamat Uktamov Akhrorbek | Manas Karipov Edis Ibargüen Mustafa Yusupov                                         |
| Bashundhara Kings           | Dorielton            | Miguel Ferreira    | Robinho               |                 | Didier Brossou                             | Boburbek Yuldashov Asror Gofurov                     |                                                                                     |
| Brothers Union              | Yankuba Jallow       | Ousman Touray      | Patrick Sylva         | Mbye Faye       | Pape Musa Faye                             | Nodirbek Mavlonov                                    | Mostafa Kahraba Essa Jallow Bunyod Shodiev Otabek Valizhonov                        |
| Chittagong Abahani Limited  | Ifeagwu Ojukwu       | Wasiu Semiu        | Paul Komolafe         |                 |                                            | Sagdullaev Khudoyorkhon                              | Abu Azeez Lawal Adesheun Muritala                                                   |
| Fortis FC                   | Omar Sarr            | Pa Omar Babou      | Valeriy Gryshyn       |                 |                                            | Jasur Jumaev Soma Otani                              |                                                                                     |
| Mohammedan SC               | Dosso Sidik          | Souleymane Diabate | Emmanuel Tony Agbaji  | Emmanuel Sunday |                                            | Muzaffar Muzaffarov Bekhruz Sadilloev                | Uryu Nagata                                                                         |
| Rahmatganj MFS              | Dawda Ceesay         | Ernest Boateng     | Mensah Samuel Koney   | Mostafa Kahraba | Iskandar Siddikzhonov Ikhtiyor Toshpulatov |                                                      |                                                                                     |
| Sheikh Jamal Dhanmondi Club | Higor Leite          | Philip Adjah       | Abou Touré            |                 |                                            | Shokhrukhbek Kholmatov Shakhzod Shaymanov            | Bladimir Díaz Stanley Dimgba                                                        |
| Sheikh Russel KC            | Ganiu Atanda Ogungbe | Sekou Sylla        | Vojislav Balabanovic  | Kodai Iida      | Valerii Stepanenko                         | Kodai Iida Akhror Umarjonov                          | Frantzety Herard Almazbek Malikov Selemani Landry Ndikumana Abdurakhmon Abdulkhakov |

## Tabellen

### Abschlusstabelle
Stand:Saisonende 2023/24
| Pl. | Verein                      | Sp. | S  | U  | N  | Tore    | Diff. | Punkte |
| --- | --------------------------- | --- | -- | -- | -- | ------- | ----- | ------ |
| 1.  | Bashundhara Kings (M)       | 18  | 14 | 3  | 1  | 049:130 | +36   | 45     |
| 2.  | Mohammedan SC (P)           | 18  | 9  | 8  | 1  | 040:170 | +23   | 35     |
| 3.  | Abahani Ltd. Dhaka          | 18  | 9  | 5  | 4  | 034:220 | +12   | 32     |
| 4.  | Bangladesh Police FC        | 18  | 7  | 5  | 6  | 023:190 | +4    | 26     |
| 5.  | Fortis FC                   | 18  | 6  | 6  | 6  | 021:230 | −2    | 24     |
| 6.  | Sheikh Russel KC            | 18  | 4  | 7  | 7  | 020:240 | −4    | 19     |
| 7.  | Chittagong Abahani Limited  | 18  | 4  | 7  | 7  | 022:290 | −7    | 19     |
| 8.  | Sheikh Jamal Dhanmondi Club | 18  | 4  | 5  | 9  | 014:240 | −10   | 17     |
| 9.  | Rahmatganj MFS              | 18  | 2  | 10 | 6  | 019:260 | −7    | 16     |
| 10. | Brothers Union (N)          | 18  | 1  | 4  | 13 | 021:660 | −45   | 07     |

| Zum Saisonende 2023/24: |
|  Meister und Teilnahme an den Play-off-Spielen zur AFC Challenge League 2025/26  Teilnahme am SAFF Club Championship 2025 Abstieg in die Bangladesh Championship League |

| Zum Saisonende 2022/23: |                                        |
| (M)                     | Amtierender Meister: Bashundhara Kings |
| (P)                     | Amtierender Pokalsieger: Mohammedan SC |
| (N)                     | Aufsteiger: Brothers Union             |

### Heimtabelle
Stand:Saisonende 2023/24
| Pl. | Verein                      | Sp. | S | U | N | Tore    | Diff. | Punkte |
| --- | --------------------------- | --- | - | - | - | ------- | ----- | ------ |
| 1.  | Bashundhara Kings (M)       | 9   | 6 | 2 | 1 | 023:100 | +13   | 20     |
| 2.  | Abahani Ltd. Dhaka          | 9   | 3 | 4 | 2 | 018:120 | +6    | 13     |
| 3.  | Mohammedan SC               | 9   | 2 | 6 | 1 | 019:800 | +11   | 12     |
| 4.  | Fortis FC                   | 9   | 3 | 3 | 3 | 012:110 | +1    | 12     |
| 5.  | Bangladesh Police FC        | 9   | 4 | 0 | 5 | 011:110 | ±0    | 12     |
| 6.  | Sheikh Russel KC            | 9   | 2 | 3 | 4 | 009:110 | −2    | 09     |
| 7.  | Rahmatganj MFS              | 9   | 1 | 6 | 2 | 008:100 | −2    | 09     |
| 8.  | Chittagong Abahani Limited  | 9   | 2 | 3 | 4 | 009:160 | −7    | 09     |
| 9.  | Sheikh Jamal Dhanmondi Club | 9   | 2 | 2 | 5 | 009:160 | −7    | 08     |
| 10. | Brothers Union              | 9   | 0 | 1 | 8 | 008:320 | −24   | 01     |

### Auswärtstabelle
Stand:Saisonende 2023/24
| Pl. | Verein                      | Sp. | S | U | N | Tore    | Diff. | Punkte |
| --- | --------------------------- | --- | - | - | - | ------- | ----- | ------ |
| 1.  | Bashundhara Kings           | 9   | 8 | 1 | 0 | 026:300 | +23   | 25     |
| 2.  | Mohammedan SC               | 9   | 7 | 2 | 0 | 021:900 | +12   | 23     |
| 3.  | Abahani Ltd. Dhaka          | 9   | 6 | 1 | 2 | 016:100 | +6    | 19     |
| 4.  | Bangladesh Police FC        | 9   | 3 | 5 | 1 | 012:800 | +4    | 14     |
| 5.  | Fortis FC                   | 9   | 3 | 3 | 3 | 009:120 | −3    | 12     |
| 6.  | Chittagong Abahani Limited  | 9   | 2 | 4 | 3 | 013:130 | ±0    | 10     |
| 7.  | Sheikh Russel KC            | 9   | 2 | 4 | 3 | 011:130 | −2    | 10     |
| 8.  | Sheikh Jamal Dhanmondi Club | 9   | 2 | 3 | 4 | 005:800 | −3    | 09     |
| 9.  | Rahmatganj MFS              | 9   | 1 | 4 | 4 | 011:160 | −5    | 07     |
| 10. | Brothers Union              | 9   | 1 | 3 | 5 | 013:340 | −21   | 06     |

## Ergebnisse
Die Kreuztabelle stellt die Ergebnisse aller Spiele dieser Saison dar. Die Heimmannschaft ist in der linken Spalte, die Gastmannschaft in der oberen Zeile aufgelistet.
| Saison 2023/24              | ALD | BPO | BAK | BRU | CHI | FOR | MOH | RAH | SJD | SRK |
| --------------------------- | --- | --- | --- | --- | --- | --- | --- | --- | --- | --- |
| Abahani Ltd. Dhaka          |     | 1:1 | 0:2 | 7:1 | 2:2 | 1:1 | 1:2 | 1:1 | 2:1 | 3:1 |
| Bangladesh Police FC        | 1:2 |     | 0:3 | 2:0 | 2:0 | 1:2 | 2:3 | 2:0 | 0:1 | 1:0 |
| Bashundhara Kings           | 2:1 | 2:2 |     | 5:2 | 4:1 | 3:1 | 0:1 | 4:1 | 2:0 | 1:1 |
| Brothers Union              | 2:3 | 1:4 | 1:7 |     | 0:5 | 1:1 | 1:5 | 0:2 | 0:2 | 2:3 |
| Chittagong Abahani Limited  | 2:3 | 0:1 | 0:5 | 2:2 |     | 0:2 | 1:1 | 2:1 | 0:0 | 2:1 |
| Fortis FC                   | 1:0 | 2:1 | 0:1 | 2:2 | 1:3 |     | 1:2 | 2:2 | 0:0 | 1:2 |
| Mohammedan SC               | 2:2 | 0:0 | 1:2 | 8:0 | 0:0 | 4:0 |     | 3:3 | 0:0 | 1:1 |
| Rahmatganj MFS              | 0:3 | 0:0 | 0:0 | 2:2 | 1:1 | 1:2 | 1:1 |     | 2:0 | 1:1 |
| Sheikh Jamal Dhanmondi Club | 0:1 | 2:2 | 0:3 | 2:3 | 0:2 | 1:0 | 1:3 | 2:1 |     | 1:1 |
| Sheikh Russel KC            | 0:1 | 0:1 | 1:3 | 4:1 | 1:1 | 0:0 | 1:4 | 0:0 | 2:1 |     |

### Tabellenverlauf
Verlegte Partien werden entsprechend der ursprünglichen Terminierung dargestellt, damit an allen Spieltagen für jede Mannschaft die gleiche Anzahl an Spielen berücksichtigt wird.
|                             | 1  | 2  | 3  | 4  | 5  | 6  | 7  | 8  | 9  | 10 | 11 | 12 | 13 | 14 | 15 | 16 | 17 | 18 |
| --------------------------- | -- | -- | -- | -- | -- | -- | -- | -- | -- | -- | -- | -- | -- | -- | -- | -- | -- | -- |
| Bashundhara Kings           | 1  | 1  | 1  | 1  | 1  | 1  | 1  | 1  | 1  | 1  | 1  | 1  | 1  | 1  | 1  | 1  | 1  | 1  |
| Mohammedan SC               | 3  | 2  | 2  | 2  | 2  | 2  | 2  | 2  | 2  | 2  | 2  | 2  | 2  | 2  | 2  | 2  | 2  | 2  |
| Abahani Ltd. Dhaka          | 5  | 8  | 5  | 3  | 4  | 3  | 3  | 3  | 3  | 3  | 3  | 3  | 3  | 3  | 3  | 3  | 3  | 3  |
| Bangladesh Police FC        | 2  | 4  | 3  | 4  | 3  | 4  | 7  | 9  | 7  | 5  | 5  | 4  | 4  | 4  | 4  | 4  | 4  | 4  |
| Fortis FC                   | 7  | 5  | 8  | 6  | 4  | 6  | 8  | 7  | 5  | 6  | 6  | 6  | 6  | 6  | 6  | 6  | 5  | 5  |
| Sheikh Russel KC            | 4  | 3  | 4  | 7  | 8  | 7  | 9  | 6  | 6  | 7  | 7  | 8  | 8  | 8  | 8  | 8  | 6  | 6  |
| Chittagong Abahani Limited  | 9  | 10 | 9  | 9  | 9  | 8  | 4  | 4  | 8  | 8  | 9  | 7  | 5  | 5  | 5  | 5  | 7  | 7  |
| Sheikh Jamal Dhanmondi Club | 8  | 6  | 7  | 8  | 5  | 9  | 5  | 5  | 4  | 4  | 4  | 5  | 7  | 7  | 7  | 7  | 8  | 8  |
| Rahmatganj MFS              | 6  | 7  | 6  | 5  | 6  | 5  | 6  | 8  | 9  | 9  | 8  | 9  | 9  | 9  | 9  | 9  | 9  | 9  |
| Brothers Union              | 10 | 9  | 10 | 10 | 10 | 10 | 10 | 10 | 10 | 10 | 10 | 10 | 10 | 10 | 10 | 10 | 10 | 10 |

## Torschützenliste
Stand: Saisonende 2023/24
| Platz | Spieler                   | Mannschaft         | Tore |
| ----- | ------------------------- | ------------------ | ---- |
| 1.    | Cornelius Stewart         | Abahani Ltd. Dhaka | 19   |
| 2.    | Souleymane Diabate        | Mohammedan SC      | 17   |
| 3.    | Dorielton                 | Bashundhara Kings  | 14   |
| 4.    | Rakib Hossain             | Bashundhara Kings  | 10   |
| 5.    | Ernest Boateng            | Rahmatganj MFS     | 9    |
| 6.    | Miguel Figueira Damasceno | Bashundhara Kings  | 8    |
| 7.    | Robinho                   | Bashundhara Kings  | 7    |
| 8.    | Pa Omar Babou             | Fortis FC          | 6    |
| 8.    | Fernandes                 | Abahani Ltd. Dhaka | 6    |
| 8.    | Md Rabby Hossen Rahul     | Brothers Union     | 6    |
| 8.    | Valeriy Gryshyn           | Fortis FC          | 6    |
| 8.    | Samuel Mensah Konney      | Rahmatganj MFS     | 6    |
| 8.    | Landry Ndikumana          | Sheikh Russel KC   | 6    |

## TOP Assists
Stand: Saisonende 2023/24
| Platz | Name                | Mannschaft                    | Assists |
| ----- | ------------------- | ----------------------------- | ------- |
| 1.    | Robinho             | Bashundhara Kings             | 10      |
| 2.    | Mostafa Kahraba     | Brothers Union Rahmatganj MFS | 6       |
| 2.    | Fernandes           | Abahani Ltd. Dhaka            | 6       |
| 2.    | Souleymane Diabate  | Mohammedan SC                 | 6       |
| 2.    | Miguel Figueira     | Bashundhara Kings             | 6       |
| 6.    | Dori                | Bashundhara Kings             | 5       |
| 6.    | Cornelius Stewart   | Abahani Ltd. Dhaka            | 5       |
| 6.    | Muzaffar Muzaffarov | Mohammedan SC                 | 5       |
| 9.    | Sunday Emmanuel     | Mohammedan SC                 | 4       |
| 9.    | Edward Morillo      | Bangladesh Police FC          | 4       |
| 9.    | Mateo Palacios      | Bangladesh Police FC          | 4       |
| 12.   | Pa Omar Babou       | Fortis FC                     | 3       |
| 12.   | Ernest Boateng      | Rahmatganj MFS                | 3       |
| 12.   | Washington Brandão  | Abahani Ltd. Dhaka            | 3       |
| 12.   | Shahriar Emon       | Mohammedan SC                 | 3       |
| 12.   | Arif Hossain        | Mohammedan SC                 | 3       |
| 12.   | Kodai Iida          | Sheikh Russel KC              | 3       |
| 12.   | Ojukwu David Ifegwu | Chittagong Abahani Limited    | 3       |
| 12.   | Mannaf Rabby        | Chittagong Abahani Limited    | 3       |
| 12.   | Mohammed Sumon Reza | Sheikh Russel KC              | 3       |
| 12.   | Otabek Valizhonov   | Brothers Union                | 3       |

## Weiße Weste (Clean Sheets)
Stand: Saisonende 2023/24
| Platz | Spieler             | Mannschaft                  | Spiele | Clean sheets |
| ----- | ------------------- | --------------------------- | ------ | ------------ |
| 1.    | Ahsan Habib Bipu    | Bangladesh Police FC        | 17     | 8            |
| 2.    | Mahfuz Hasan Pritom | Sheikh Jamal Dhanmondi Club | 16     | 6            |
| 3.    | Sujon Hossain       | Mohammedan SC               | 16     | 5            |
| 3.    | Anisur Rahman Zico  | Bashundhara Kings           | 11     | 5            |
| 5.    | Mohammed Mamun Alif | Rahmatganj MFS              | 6      | 3            |
| 5.    | Ashraful Islam Rana | Chittagong Abahani Limited  | 16     | 3            |
| 5.    | Shahidul Alam Sohel | Abahani Ltd. Dhaka          | 14     | 3            |